# The Black Crook

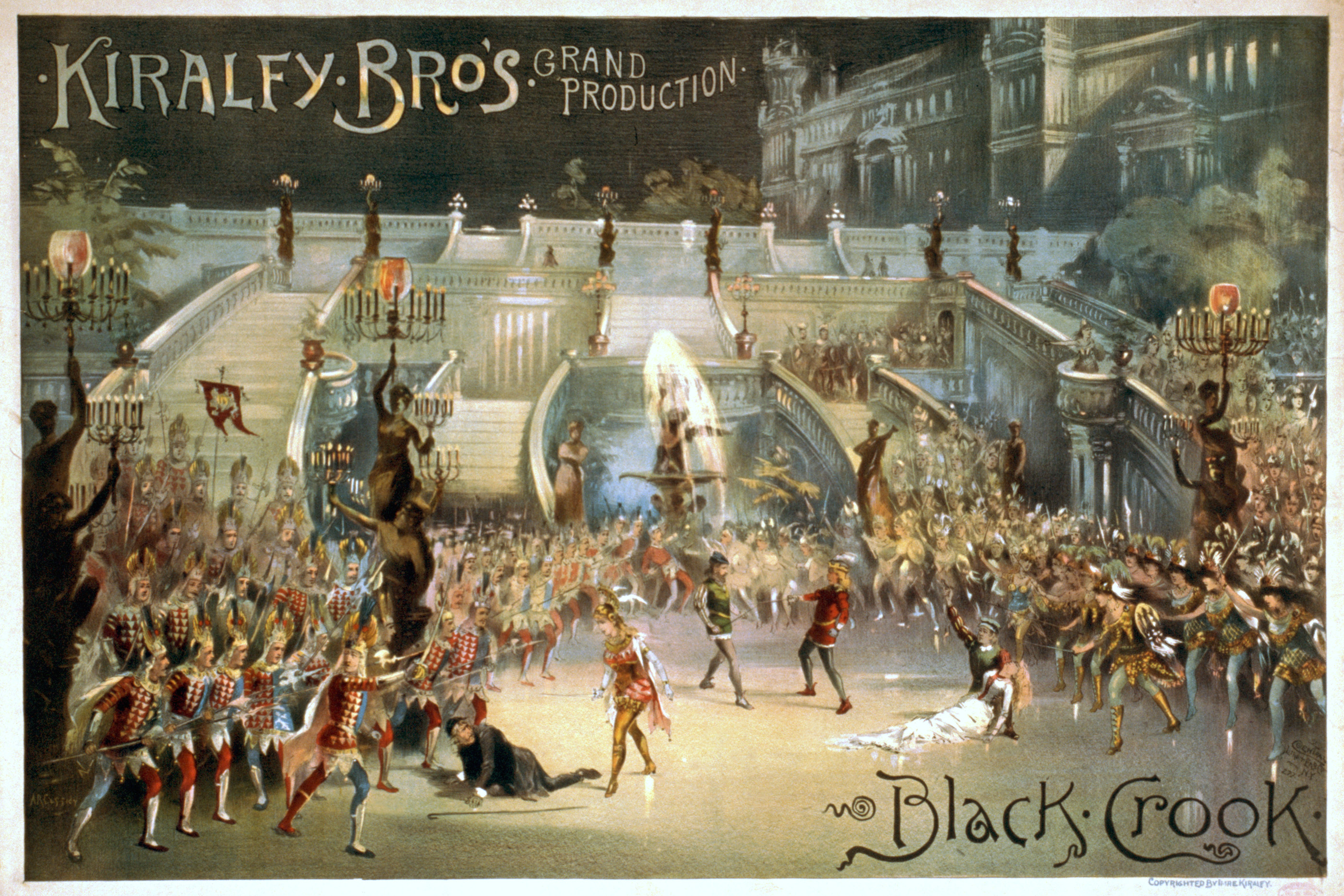
Gran finale del musical The Black Crook

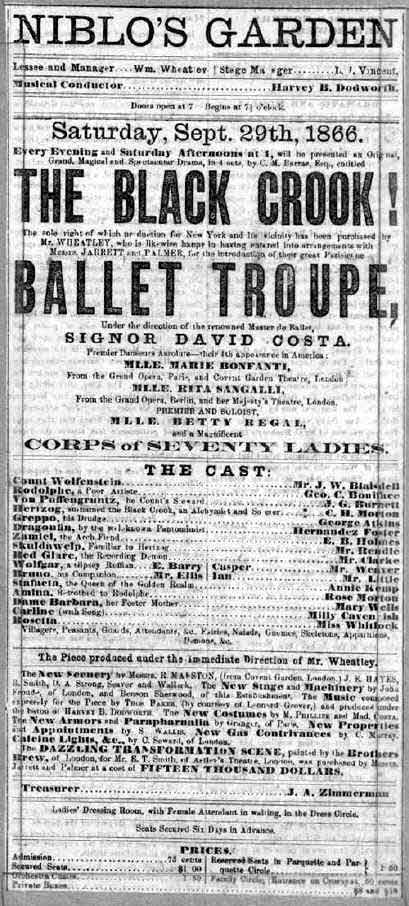
Locandina della produzione originale.

The Black Crook è considerato il primo lavoro, del teatro musicale, che risponde alle caratteristiche odierne di un "book musical". Il libretto è di Charles M. Barras (1826-1873), un commediografo statunitense. Le musiche di Thomas Baker sono, per la maggior parte, adattate, anche se alcune nuove canzoni vennero composte per il lavoro, ed in particolare "March of the Amazons" di Giuseppe Operti, e "You Naughty, Naughty Men", con musiche di George Bickwell e liriche di Theodore Kennick.
Venne dato per la prima volta il 12 settembre 1866 nel teatro da 3.200 posti Niblo's Garden a Broadway, e venne rappresentato per un numero record di recite pari a 474. Venne poi portato in tournée per gli Stati Uniti per decine di anni, tornando a più riprese a Broadway nel 1870-71, 1871-72 e molte altre volte dopo. Venne prodotto per la prima volta dall'impresario William Wheatley, che ne fu anche il regista. La locandina annunciava con grande rilievo la presenza di un corpo di ballo "of Seventy Ladies"; lo dirigeva David Costa ed aveva come soliste due ballerine provenienti dalla scuola del Teatro alla Scala di Milano, Maria Bonfanti e Rita Sangalli, entrambe destinate ad una carriera di successo. Il cast originale era formato da Annie Kemp Bowler, Charles Morton,  J.W. Blaisdell, E.B. Holmes, Millie Cavendish e George Boniface.
Questa produzione diede agli Stati Uniti la fama di aver creato il musical. The Black Crook viene considerato il prototipo del moderno musical, in cui canzoni e danze sono inscindibilmente legate al testo ed il lavoro è interpretato da attori.
La versione britannica di The Black Crook, che ebbe inizio all'Alhambra Theatre di Londra il 23 dicembre 1872, fu un'opera buffa basata sullo stesso materiale francese, con nuove musiche di Frederic Clay e Georges Jacobi. 
L'autore, Harry Paulton, interpretò il personaggio di Dandelion, assieme all'attrice Kate Santley, che aveva recitato nella ripresa del 1871-72 a Broadway e sotto la direzione del compositore Georges Jacobi.
Il 3 dicembre 1881 viene ripreso nella seconda versione diretta da Jacobi nell'Alhambra Theatre.
The Black Crook venne riproposto nel 1882 a Birmingham, in Alabama, come apertura della stagione all'O'Brien's Opera House.

## Antefatto
The Black Crook nacque quando un gruppo di attori ed Parisian ballet unirono le loro forze a New York. Henry C. Jarrett e Harry Palmer avevano ingaggiato il balletto per esibirsi alla New York Academy of Music, ma questa rimase senza lavoro a seguito dell'incendio che distrusse l'accademia. Essi si rivolsero a Wheatley al Niblo's Garden per vedere se poteva dar loro del lavoro, combinando la loro troupe di balletti con quella operistica di  Barras's.
Nell'opera, anche nell'opera comica con dialoghi con Il flauto magico, i cantanti lasciano le danze al corpo di ballo. Nel, music hall e nel vaudeville, non vi è una storia unificante ma soltanto un certo numero di numeri isolati, ognuno dei quali assolutamente avulso dagli altri. Così The Black Crook, con canzoni e danze per tutti i protagonisti, fu una evoluzione del genere. La produzione fu uno spettacolo elefantiaco della durata di cinque ore e mezza, ma nonostante la sua lunghezza, tenne il cartellone per un numero record di 474 recite e bruciò il record di incassi portandolo ad un milione di dollari. Lo stesso anno, The Black Domino/Between You, Me and the Post fu il primo spettacolo ad autodefinirsi "commedia musicale".
Nei tardi anni 1860, dopo il boom seguito alla fine della guerra di secessione americana, vi fu un notevole aumento degli abitanti di New York, in particolare appartenenti alla classe media, e quindi un maggior numero di persone si affacciò alla frequentazione dei teatri. I teatri divennero più popolari ed il Niblo's Garden, che precedentemente produceva spettacoli di opera, iniziò a produrre commedie leggere. The Black Crook fu seguito da The White Fawn (1868), Le Barbe Blue (1868) e Evangeline (1873).
La produzione comprendeva effetti molto spettacolari e realistici, comprese le scene mobili che consentivano, in pochi minuti, di trasformare una grotta in una sala del trono di una reggia. Un coro do 100 ballerine scarsamente vestite, in calzamaglia color carne, che interpretavano coreografie in stile semi-classico, fu una grande innovazione. Lo spettacolo aveva una buona attrazione sulla gente della classe media ma poca sugli esigenti rappresentanti della stampa. Nonostante ciò, la prima ballerina dello spettacolo, Marie Bonfanti, divenne una stella di prima grandezza a New York.
Uno spettacolo, apparentemente simile di sei anni prima, The Seven Sisters (1860), che tenne il cartellone per 253 repliche, è oggi completamente dimenticato, nonostante includesse effetti speciali e cambio delle scene. Lo storico del teatro John Kenrick disse che "il grande successo di The Black Crook era la risultanza dei cambiamenti apportati dalla guerra civile: come prima cosa, donne rispettabili, avendo dovuto lavorare durante la guerra non si sentirono più strettamente legate alle loro case e poterono frequentare il teatro, anche se molte lo facevano in modo molto velato. Questo aumentò sostanzialmente il pubblico potenziale che poteva assistere agli spettacoli popolari. Secondariamente, il sistema delle ferrovie era sensibilmente migliorato durante la guerra, rendendo fattibile alle grandi produzioni lo spostamento in altre città.

## Trama
Il musical è ambientato nel 1600 nei monti Harz in Germania. Esso incorpora elementi dal Faust di Goethe, e dal Il franco cacciatore di Weber, e da altri lavori ben noti.
Il malvagio e ricco conte Wolfenstein cerca di sposare la bella ragazza del villaggio, Amina. Con l'aiuto di Barbara, intrigante madre adottiva di Amina, il conte organizza il fidanzamento di Amina con Rodolphe, un artista impoverito, per farlo precipitare nelle mani di Hertzog, un vegliardo, cultore di magia nera. Hertzog ha fatto un patto col Diavolo (Zamiel, "The Arch Fiend"): lui vivrà per sempre se fornirà a Zamiel un'anima pura il primo giorno di ogni anno. Mentre Rodolphe è condotto a questo orribile destino, scappa e scopre un tesoro seppellito salvando ad un tempo una colomba. La colomba risulta magicamente essere Stalacta, Regina Delicata del Reame Dorato che fingeva di essere un uccello. La Regina grata a Rudolph, lo ricambia portandolo al regno delle fate e ricongiungendolo poi all'amata Amina. Il conte è sconfitto, i demoni trascinano il cattivo Hertzog all'inferno, e Rodolphe ed Amina vivono felici e contenti.

## Numeri musicali
Atto I
- Early in the Morning ..... Carline
- You Naughty, Naughty Men .... Carline
- March of the Amazons .... Chorus

Atto II
- Dare I Tell
- Flow On, Silver Stream ....... Stalacta
- (The) Power of Love ....... Stalacta